# Cathédrale Saint-Louis-des-Invalides
La cathédrale Saint-Louis-des-Invalides est le siège de l'évêque du diocèse aux Armées françaises. Elle est accolée à l'hôtel des Invalides.

## Histoire

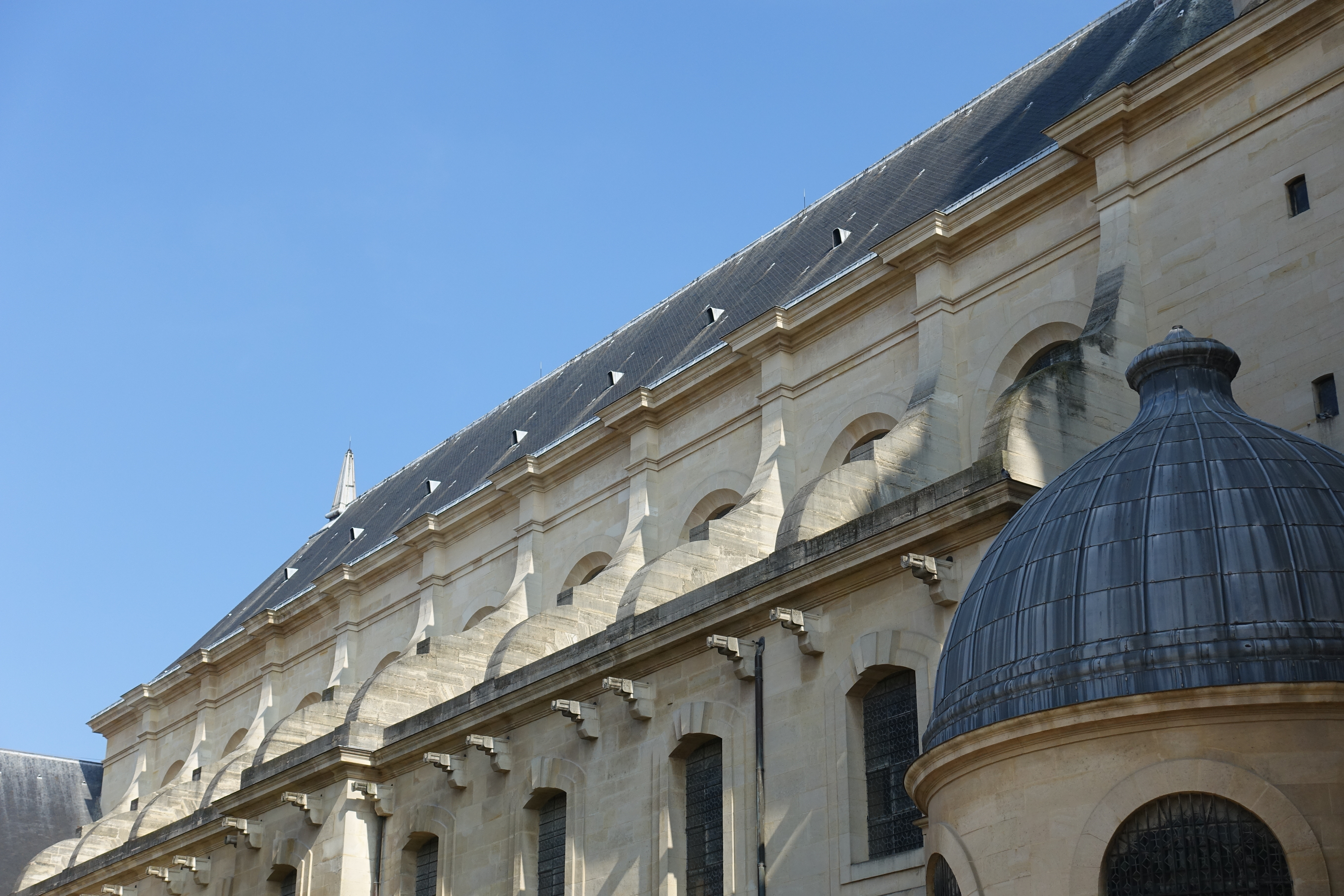

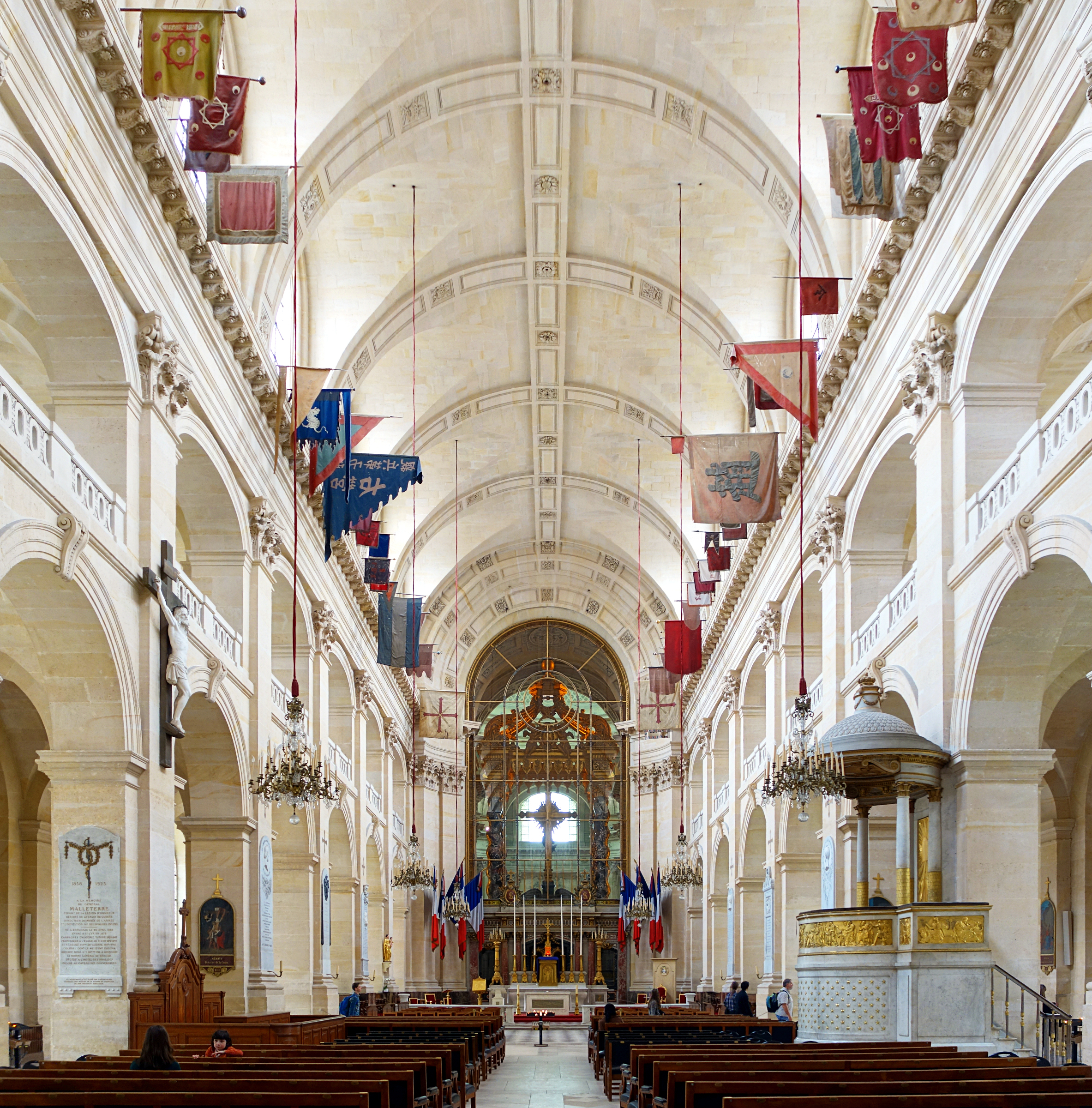
La nef est couverte de berceaux cintrés à pénétrations et décorée de pilastres corinthiens qui soutiennent l'entablement.

Dans l'esprit de Louis XIV, l'hôtel des Invalides doit non seulement soigner les invalides de guerre mais aussi veiller à la moralité de ses pensionnaires : comme à l'Escurial, la place d'honneur sera donc réservée à une église, logiquement placée sous le patronage de Saint Louis, roi de France. Elle a été construite à partir de 1676 par Jules Hardouin-Mansart, après la conception par Libéral Bruant, l'architecte de l'hôtel des Invalides. L'église, siège d'une paroisse du diocèse de Paris jusqu'en 1791, a été ouverte pour les soldats dès 1679. Le tintement de la cloche leur rappelait leurs devoirs spirituels : prière du matin et du soir et assistance obligatoire à la messe et aux vêpres le dimanche et les jours de grandes fêtes.
Le « vicariat aux armées françaises » est créé en 1957, sous l'autorité du cardinal archevêque de Paris. En 1967 il devient indépendant. La constitution apostolique Spirituali militum curae de Jean-Paul II du 21 avril 1986 le transforme en ordinariat aux Armées. À dater du 21 juillet 1986 on parle plutôt de diocèse aux Armées, d'évêque aux Armées et l'église Saint-Louis obtient alors le statut de cathédrale du diocèse aux Armées françaises.
Le chœur de la cathédrale Saint-Louis est le seul de toutes les cathédrales qui soit, en permanence, orné de drapeaux français.
On peut y voir, accrochés sous la voûte selon une tradition ancienne, les drapeaux et bannières pris à l'ennemi. Le Premier Consul  désirait y installer les chefs-d'œuvre d'art envoyés d'Italie en France après le traité de Tolentino ; mais, face aux réticences de David, il accepta la suggestion de l'architecte Pierre Fontaine de plutôt suspendre aux voûtes les drapeaux pris à l'ennemi. À droite près de l'entrée se trouvent également une borne de la voie de la Liberté, puis une borne de la Terre sacrée.
Dans les combles de la cathédrale, a été aménagée une petite trappe au sol ouvrant sur le plafond, au-dessus du maître-autel. « La légende raconte que, lors des messes célébrées en présence des blessés de guerre des Invalides, une colombe lâchée par la trappe donnait l'impression de surgir miraculeusement, apportant le message aux vétérans que l'Esprit Saint était à leurs côtés ».

## Le grand orgue

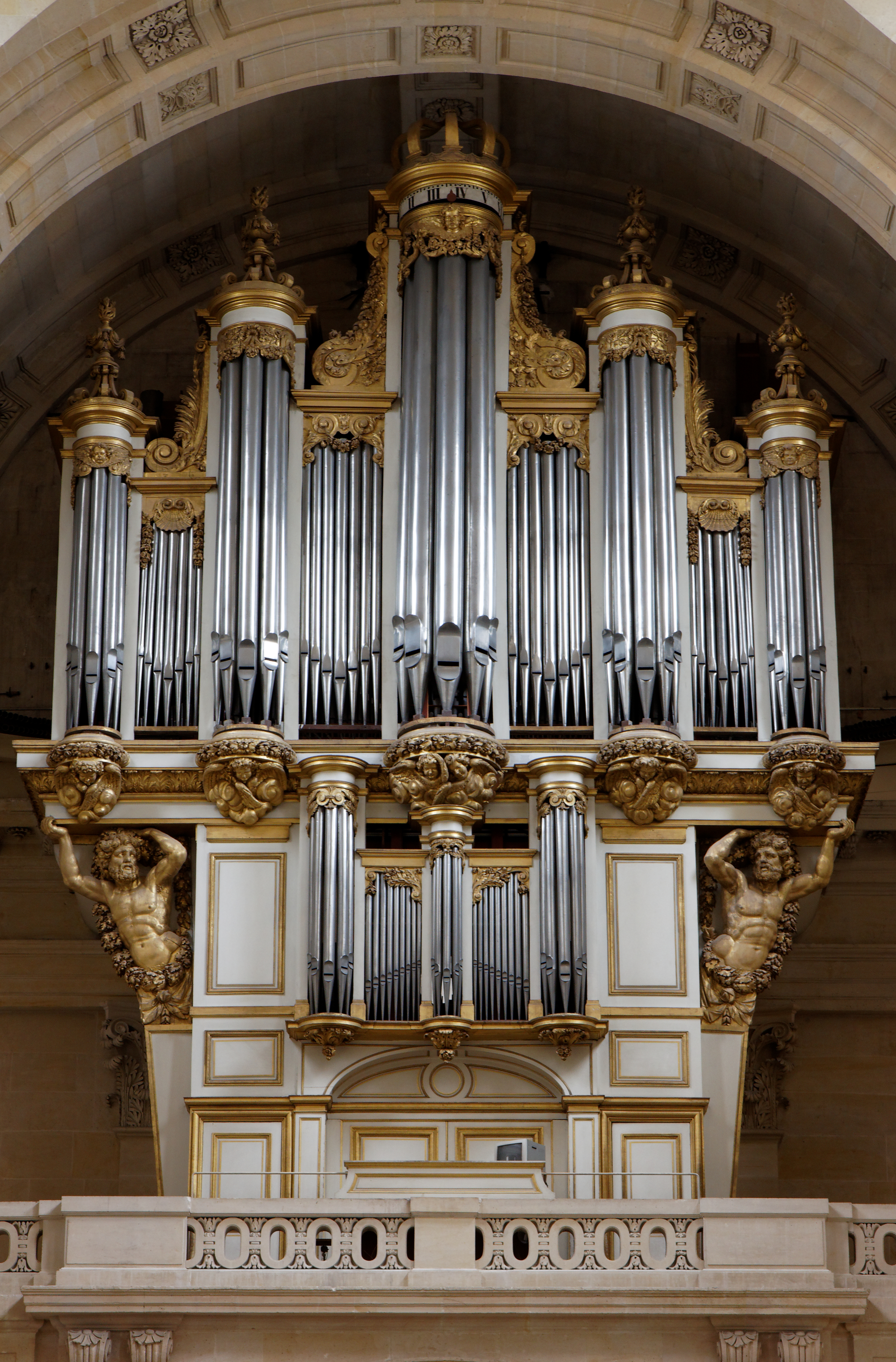
Le grand orgue de la cathédrale Saint-Louis-des-Invalides.

Le grand orgue de l'église des soldats est commandé par deux marchés. Un premier marché est passé le 25 mars 1679 pour le buffet passé à Germain Pilon, menuisier des bâtiments du roi, sur un dessin probablement de Jules Hardouin-Mansart. Le second marché est passé par Louvois le 12 mai 1679 au facteur d'orgue Alexandre Thierry, facteur du roi. Louis XIV vient avec la reine Marie-Thérèse en 1682 écouter l'orgue joué par Nicolas Lebègue. Le procès verbal de réception des travaux de l'orgue est signé le 10 octobre 1686 par Nicolas Lebègue, Jacques-Denis Thomelin, organistes du roi, Gabriel Garnier, titulaire, Hippolyte Ducastel, facteur d'orgue. L'orgue est abandonné à la Révolution. L'orgue est détérioré au moment de l'explosion de la poudrerie de Grenelle. Rendu hors d'usage, l'orgue est démonté. Un incendie accidentel se produit au cours des obsèques du maréchal Horace Sébastiani endommageant l'orgue, le 12 août 1851. Le remplacement de la partie instrumentale de l'orgue est alors confié au facteur Charles Gadault, en mars 1852.

## Le projet de colonnade
Jules Hardouin-Mansart avait prévu de doter l'église des Invalides, de part et d'autre de l'église royale ou le dôme des Invalides, d'une colonnade inspirée de celle de la basilique Saint-Pierre de Rome mais moins fermée que celle-ci.
La colonnade devait être indépendante de l'église afin de laisser à celle-ci son autonomie monumentale. Elle se serait appuyée à quatre pavillons, coiffés de petits dômes, qui auraient atteint la hauteur du socle rectangulaire de l'église. À ce demi-cercle de pierre eût répondu un demi-cercle d'eau constitué de fossés, l'ensemble délimitant un grand parvis.
Quand le général de Gaulle envisagea de quitter le palais de l'Élysée, il fut envisagé d'installer la présidence de la République aux Invalides et de mener à son terme le projet de Jules Hardouin-Mansart en construisant cette colonnade.

## Source
- Cet article est partiellement ou en totalité issu de l'article intitulé « Hôtel des Invalides » (voir la liste des auteurs).